# 紀元前676年
紀元前676年（きげんぜん676ねん）は、西暦（ローマ暦）による年。紀元前1世紀の共和政ローマ末期以降の古代ローマにおいては、ローマ建国紀元78年として知られていた。紀年法として西暦（キリスト紀元）がヨーロッパで広く普及した中世時代初期以降、この年は紀元前676年と表記されるのが一般的となった。

## 他の紀年法
- 干支 : 乙巳
- 中国
  - 周 - 恵王元年
  - 魯 - 荘公18年
  - 斉 - 桓公10年
  - 晋 - 献公元年
  - 秦 - 徳公2年
  - 楚 - 荘敖元年
  - 宋 - 桓公6年
  - 衛 - 恵公24年
  - 陳 - 宣公17年
  - 蔡 - 哀侯19年
  - 曹 - 荘公26年
  - 鄭 - 厲公4年
  - 燕 - 荘公15年
- 朝鮮
  - 檀紀1658年
- ユダヤ暦 : 3085年 - 3086年

## できごと

### 中国
- 陳嬀（中国語版）が周の恵王にとついだ。
- 戎が魯に侵入した。魯軍は済西で戎を撃退した。

## 死去
- 秦の徳公